# ابروان (خوشاب)
ابروان (خوشاب)، روستایی از توابع بخش مشکان شهرستان خوشاب در استان خراسان رضوی ایران است. مردم این روستا به زبان کردی کرمانجی با لهجهٔ خراسانی صحبت می‌کنند.

## جمعیت
این روستا در دهستان مشکان قرار دارد و براساس سرشماری مرکز آمار ایران در سال ۱۳۸۵، جمعیت آن زیر سه خانوار بوده‌است. جمعیت آبروان در سال ۱۴۰۱ به ۶ خانوار افزایش پیدا کرده است.